# 勒内·恩德斯

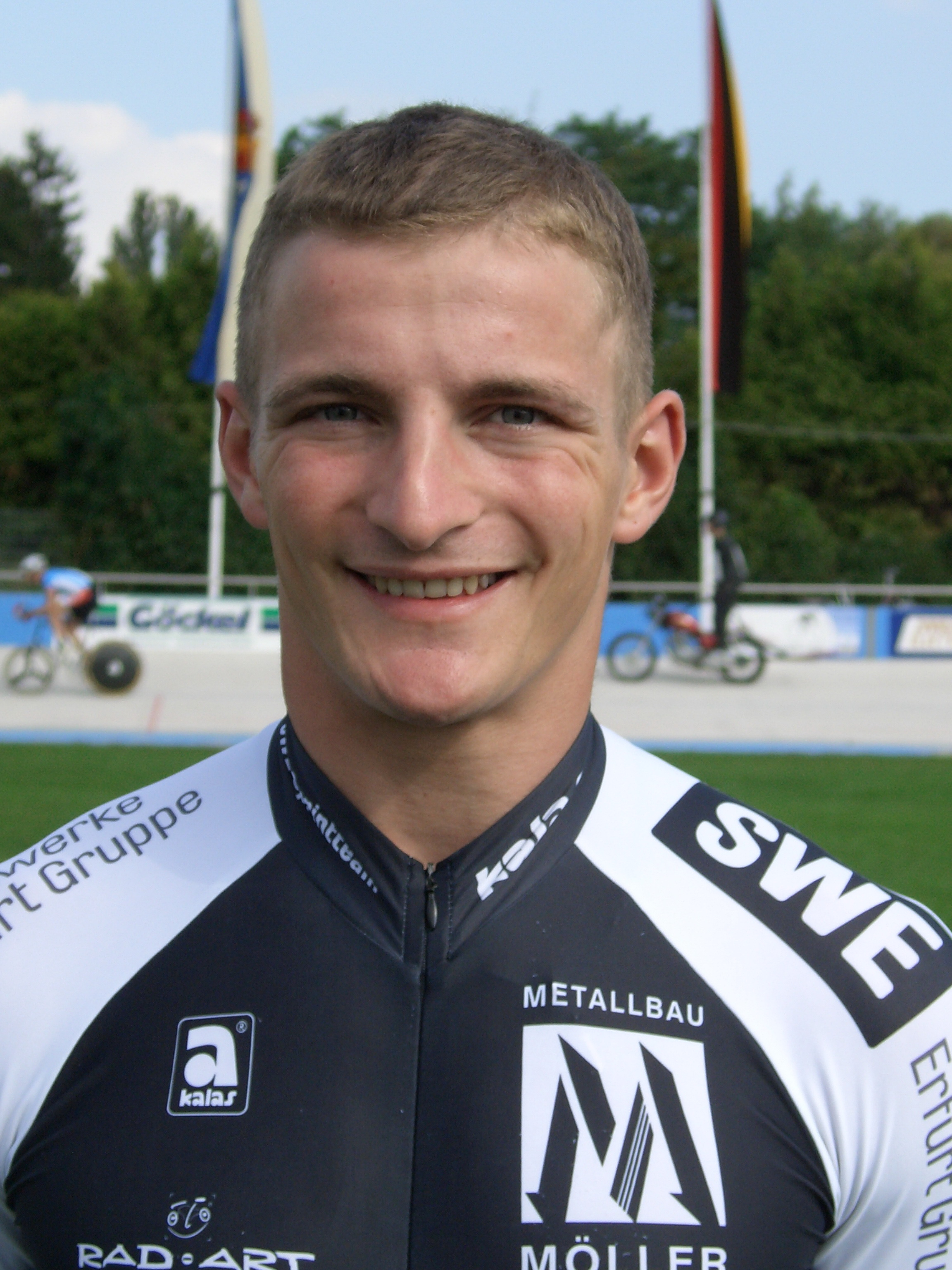

勒内·恩德斯（德語：René Enders，1987年2月13日—），生于措伊伦罗达-特里伯斯，德国自行车运动员，曾获得2008年和2012年夏季奥林匹克运动会自行车男子团体竞速项目的铜牌。